# José Diez y Torena
José Hermenegildo Diez y Torena (Rosario de Lerma, provincia de Salta, 9 de octubre de 1794 - en fecha desconocida) fue un hacendado y militar argentino que participó en la Guerra de independencia de la Argentina, tanto en el Ejército del Norte como en la defensa informal del territorio conocida como Guerra Gaucha.

## Biografía
Miembro de una familia acaudalada de hacendados, estudió en un colegio religioso de la ciudad de Salta.
Participó en las conspiraciones dirigidas por José Moldes en torno al año 1809, y al año siguiente fue uno de los más entusiastas adherentes a la Revolución de Mayo; ayudó al después general José Ignacio Gorriti a formar las primeras milicias gauchas.
En octubre de 1812 ayudó a la vanguardia al mando de Eustoquio Díaz Vélez a ocupar la ciudad de Salta después de la batalla de Salta; hizo nombrar gobernador de la misma al coronel Pedro José Saravia; poco después, la ciudad era ocupada por los realistas, por lo que debieron abandonarla. Participó en la batalla de Salta y luego se unió a las guerrillas gauchas de Martín Miguel de Güemes, que lo nombró comandante de la división Rosario de Lerma. Combatió en decenas de batallas contra las sucesivas invasiones realistas.
Tras la muerte del caudillo, se identificó con el partido federal – formado mayoritariamente por ex partidarios de Güemes – y se dedicó a la administración de sus campos. Apoyó la revolución de 1826 contra el gobernador Arenales, pero no apoyó a su sucesor, Gorriti.
En 1832, tras la caída de los unitarios, presidió la legislatura provincial, durante el gobierno de Pablo Latorre. Desde la derrota y muerte de Latorre, no se tienen más datos de este militar. El único dato concreto es que, alrededor del año 1847, el médico Joseph Redhead le regaló el reloj de oro con que el general Manuel Belgrano le había pagado los servicios médicos que le había prestado durante sus últimas semanas de vida.